# Long-Crawford Automobile Company
Long-Crawford Automobile Company war ein US-amerikanischer Hersteller von Automobilen.

## Unternehmensgeschichte
J. E. Long und John Crawford gründeten 1904 das Unternehmen. Der Sitz war in Massillon in Ohio. Die Produktion von Automobilen lief von 1904 bis 1905. Der Markenname lautete Boss.
Es gab keine Verbindung zu Boss Knitting Machine Works, die den gleichen Markennamen verwendete.

## Fahrzeuge
Im Angebot stand nur ein Modell. Der Vierzylindermotor war luftgekühlt. Er leistete 24 PS. Der Aufbau war ein Tonneau mit seitlichem Zustieg.